# Kosarzyska (torfowisko)
Kosarzyska lub Kosarzysko – torfowisko w Kotlinie Orawsko-Nowotarskiej, w obrębie miejscowości Koniówka w województwie małopolskim, w powiecie nowotarskim, w gminie Czarny Dunajec. Położone jest na średniej wysokości około 750 m wśród łąk po lewej stronie Czarnego Dunajca, tuż przy granicy ze Słowacją. Znajduje się w zlewni Czarnego Dunajca. 
Kosarzysko to niewielkie torfowisko słabo tylko zakrzewione. Jest to już tylko pozostałość torfowiska wysokiego, wyeksploatowano z niego bowiem już torf. Z charakterystycznych dla torfowisk roślin rośnie na nim m.in. żurawina błotna. Planuje się utworzenie na Kotlinie Nowotarskiej specjalnych obszarów ochrony pod nazwą „Torfowiska Orawsko-Nowotarskie”. Mają one objąć obszar 8255,62 ha. Kosarzysko jest własnością prywatną, aby zastosować jego ochronę przewiduje się wykup działek lub ustalenie płatności rolno-środowiskowe za zaniechanie gospodarowania na nim, utrzymanie i prowadzenie odpowiednich zabiegów pielęgnacyjnych.